# Warzucha polska
Warzucha polska (Cochlearia polonica A.Fröhl.) – gatunek rośliny z rodziny kapustowatych.

## Pochodzenie i występowanie

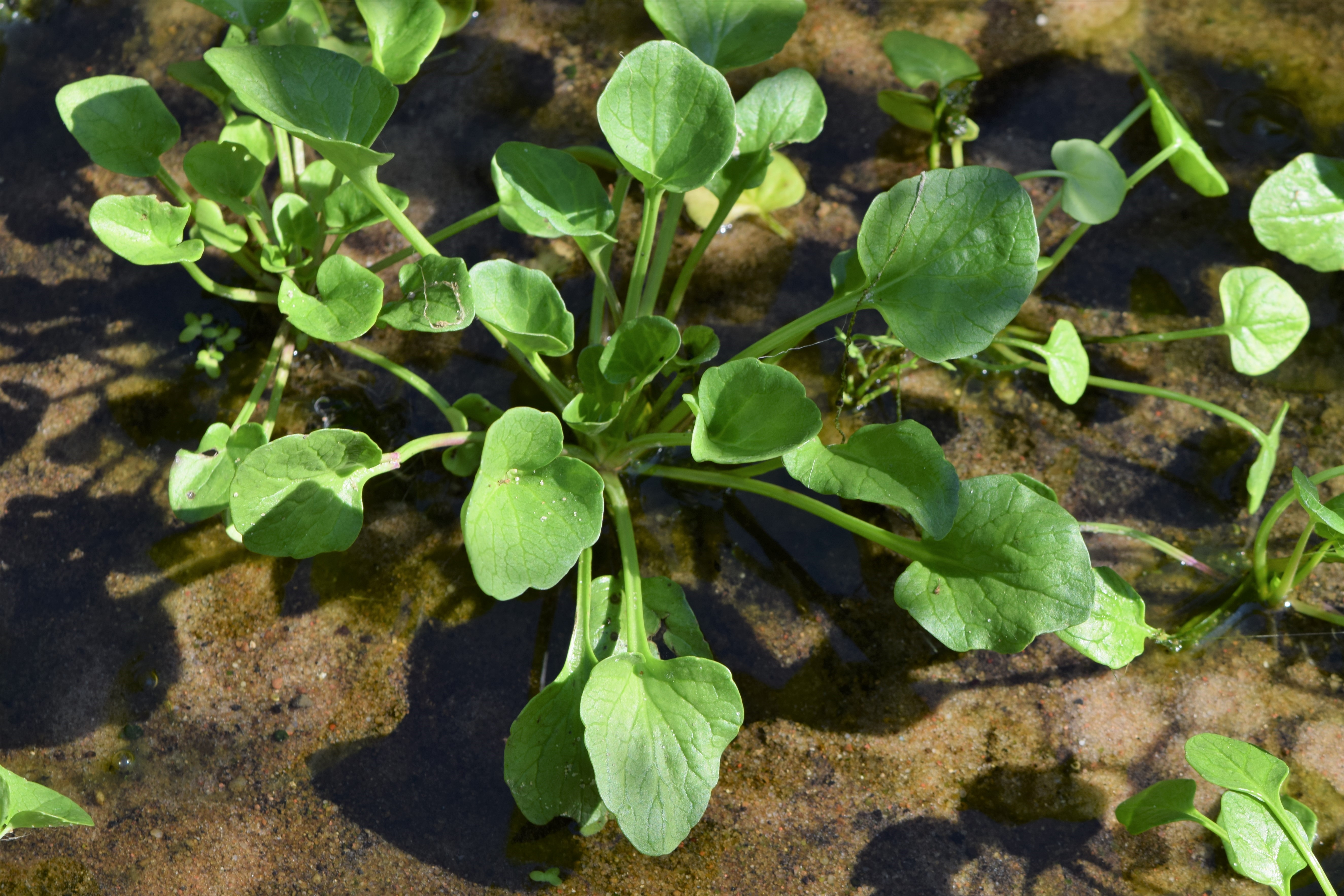
Młoda roślina w uprawie w Ogrodzie Botanicznym PAN w Powsinie

Warzucha polska jest endemitem polskim, powstałym skokowo w wyniku poliploidyzacji diploidalnego taksonu wyjściowego. Najbardziej zbliżonym, uważanym za takson wyjściowy jest warzucha pirenejska Cochlearia pyrenaica DC. (2n=6). W wyniku heksaploidyzacji u warzuchy polskiej zwielokrotniła się liczba chromosomów do 2n=36.
W Czerwonej Księdze Ukrainy jako Cochlearia polonica A.Fröhl. podany został takson warzuchy stwierdzony na źródliskowych obszarach górnego Bugu. Status taksonomiczny tego taksonu został zweryfikowany po badaniach kariologicznych, w wyniku których ustalono, że jest to jednak warzucha pirenejska.
Spokrewnionym z warzuchą pirenejską i podobnie jak warzucha polska taksonem heksaploidalnym jest warzucha bawarska Cochlearia bavarica (2n=36), jednak różni się morfologicznie od tego endemitu i powstała odmiennie – w wyniku hybrydyzacji warzuchy lekarskiej C. officinalis i warzuchy pirenejskiej.
Warzucha polska rosła kiedyś jedynie w rejonie Pustyni Błędowskiej i Olkusza na obszarach źródliskowych i w górnym biegu strumienia Biała (i jego dopływów: Kręta, Mylna, Leśna), stanowiącego lewy dopływ Białej Przemszy, a także w pobliskiej Sztolni Ponikowskiej. Cały obszar jej pierwotnego występowania wynosił kilka kilometrów kwadratowych.
Z powodu działalności górniczej (prowadzonej przez Kopalnię Piasku Podsadzkowego Maczki-Bór na polu wydobywczym „Pomorzany”) nastąpiło osuszenie tych terenów, w wyniku czego stanowiska naturalne zanikły. Roślina jednak w porę została przeniesiona na stanowiska zastępcze w regionie. Najsilniejsza populacja utrzymuje się na źródliskach strumienia Centuria (prawobrzeżny dopływ Białej Przemszy) w pobliżu wsi Hutki-Kanki, na stanowisku zastępczym utworzonym w 1970 roku. Z co najmniej kilkunastu prób introdukcji (do 2010 roku), w tym także poza Wyżyną Śląsko-Krakowską, większość kończyła się niepowodzeniem – rośliny na nowych miejscach utrzymywały się tylko przez kilka lat. W pierwszej dekadzie XXI wieku warzucha rosła m.in. na źródliskach Wiercicy koło Złotego Potoku oraz (od 1992 roku) w rezerwacie Kępina na Rajecznicy koło Ołudzy. W 2023, poza źródliskami Centurii, utrzymywała się nielicznie na źródliskach Rajecznicy oraz dość licznie na utworzonym w 2010 roku stanowisku w Kroczycach Jeziorkach.

## Morfologia

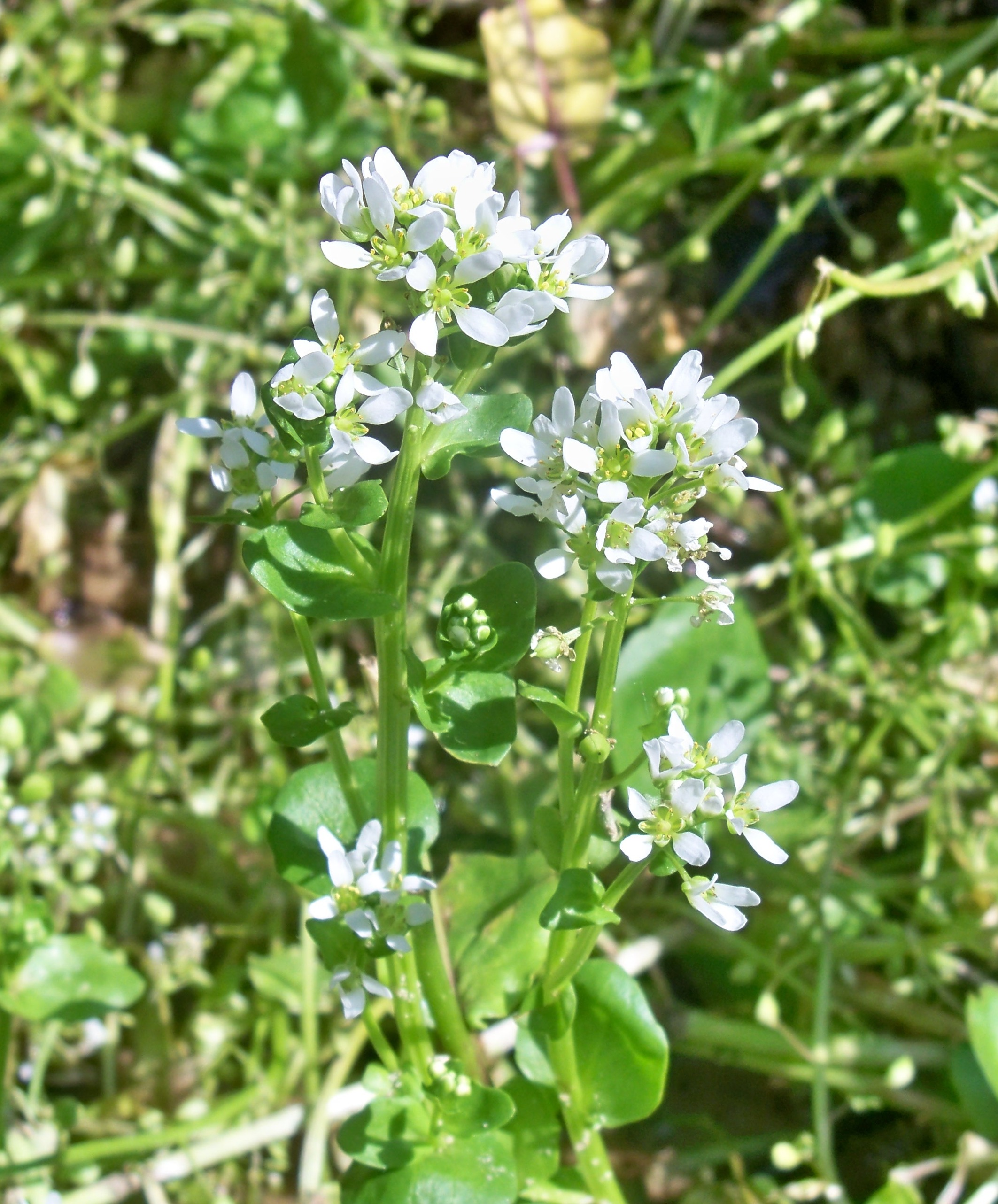
Kwitnąca warzucha polska ze stanowiska na źródliskach Centurii

ŁodygaPodnosząca się o wysokości od 15 do 50 cm.
LiścieOdziomkowe długoogonkowe, o kształcie nerkowatym, a liście łodygowe siedzące, jajowate, o uszastej nasadzie.
KwiatyBiałe, 4-płatkowe, wyrastające na bardzo cienkich szypułkach. Mają długość 5,5–9,5 mm, a ich nerwy boczne łączą się ze sobą tworząc po każdej stronie nerwu głównego dwa, albo więcej poletek.
OwocElipsoidalna lub jajowatoelipsoidalna łuszczynka, najszersza w 1/3–1/2 swojej długości. W odróżnieniu od innych gatunków warzuchy nie jest silnie rozdęta i przeważnie nie jest dłuższa od 8 mm, a jej szerokość nie przekracza 4,5 mm. Nerwacja słabo widoczna. Nasiona o długości 1,5–2 mm, brodawkowane, przy czym wysokość brodawek jest taka sama, lub nieco tylko mniejsza od ich szerokości.

## Biologia i ekologia
RozwójRoślina dwuletnia, hemikryptofit. Kwitnie od kwietnia do czerwca. Rozmnaża się głównie generatywnie (przez nasiona).
SiedliskoRośnie na zimnych źródliskach napiaskowych.
FitosocjologiaGatunek charakterystyczny dla Ass. Cochlearietum polonicae.
GenetykaLiczba chromosomów 2n=36.

## Zagrożenia i ochrona
Roślina objęta w Polsce ochroną ścisłą. Chroniona jest także konwencją berneńską i dyrektywą siedliskową. Ze względu na zagrożenie naturalnych stanowisk wskutek obniżenia się wód gruntowych i wyschnięcia źródeł, w 1970 roku kilkanaście roślin z zamierającego stanowiska naturalnego przeniesiono na stanowiska zastępcze o podobnych warunkach (ochrona ex situ). Roślina zadomowiła się na stanowiskach zastępczych i rośnie na nich do dziś. Zagrożeniem dla rośliny na tych stanowiskach jest zmniejszanie się zasobów wodnych w okolicy tych siedlisk. Ze względu na niewielkie obszary zajmowanych siedlisk, groźne są nawet niewielkie zaburzenia, jak penetracja stanowiska przez buchtujące dziki czy quady.
Kategorie zagrożenia gatunku:
- Kategoria zagrożenia w Polsce według Czerwonej listy roślin i grzybów Polski (2006)[11]: EW (wymarły i zaginiony na stanowiskach naturalnych); 2016: EW (wymarły w stanie dzikim)[12].
- Kategoria zagrożenia w Polsce według Polskiej czerwonej księgi roślin[13]: EW (extinct in wild, wymarłe w naturze).